# Kalininski rajon (Sankt Petersburg)
Der Kalininski rajon (russisch Калининский район, Kalinin-Rajon) ist eine Sankt Petersburger Verwaltungseinheit, vergleichbar mit einem Stadtbezirk.

## Beschreibung
Dieser Petersburger Rajon hat 504.641 Einwohner (Stand 14. Oktober 2010) Benannt ist er nach dem sowjetischen Politiker Michail Iwanowitsch Kalinin und besteht seit 1936 durch eine Zerlegung des ehemaligen zentral gelegenen historischen Stadtareales Wyborger Seite in 3 Teile. Die beiden anderen mit entstandenen waren der Schdanowski- und Wyborger Rajon.